# اسلام و آیین سیک
محمود غزنوی از سلطان‌های ترک مسلمان بود که در قرن دهم میلادی ، به هندوستان حمله کرد. در قرن یازدهم، پادشاهان مسلمان نخست بر شمال غربی هندوستان و از آن پس بیشتر سرزمین‌های هند تسلط یافتند. پادشاهان مسلمان، از ابتدا به دین هندو با دید کفر و شرک و بددینی می‌نگریستند؛ نخستین بار محمود غزنوی دستور داد که بزرگ‌ترین بتخانه هند مشهور به سومنات را ویران کنند و بت‌های آن را بشکنند.
دین اسلام، ریشه در یک فرهنگ بیگانه داشت، و بسیاری از هندوها به اجبار دین اسلام را اختیار کرده بودند. در چنین شرایطی، آیین سیک در حقیقت مانند پلی میان هند و اسلام بود؛ در حقیقت پیدایش آیین سیک نتیجه طبیعی برخورد دو دین مباین و متفاوت است.

## نانک و اسلام
نانک، با بسیاری از علمای مسلمان نشست و برخاست داشت؛ و از کتب مقدس هندوها و نیز از کتاب قرآن آگاهی و اطلاع داشت. نانک از قرآن با احترام یاد می‌کرد، و حتی آن را سخن خدا دانست؛ با این حال بخش‌هایی از قرآن را که به زندگی پیامبران بنی‌اسرائیل و عبرانی می‌پردازد؛ بی‌اهمیت خواند. بی‌شک نانک، عقیده یکتاپرستی را که با اعتقاد به پوچی بت‌ها همراه بود، از قرآن گرفته‌است. محتوای آیه‌ای از قرآن که نزد مسلمانان به آیه نور معروف است، با اندکی دگرگونی در کتاب کبیا صاحب آمده‌است. نام محمد در کتاب گورو گرنث نیامده است؛ با این حال به قرآن اشاره‌هایی رفته‌است و نانک همواره از محمد با احترام یاد می‌کرد. نانک از رعایت امتیازات صنفی نظام کاستی و رسم ساتی سرباز زد؛ همچنین خوردن گوشت گاو را برای پیروانش حلال دانست؛ و گوشت خوک و سگ را ممنوع کرد.

## گروها و مسلمانان
مبلغین گرو نانک به مسلمانان و هندوها به شیوه برابر آموزش می‌دادند؛ و هر دو دین را با دیده احترام می‌نگریستند. با این حال، سیک‌ها نه مسلمان‌ها و نه هندوها را رستگار می‌دانستند، و می‌خواستند که هر دو به آیین سیک درآیند. هندوها، سیک‌ها را نیز یکی از فرقه‌های خود انگاشتند، در حالی که مسلمانان نیز آن‌ها را یک فرقه اسلامی دانستند که از عرفان و تصوف الهام گرفته‌است. چهار جانشین گرونانک که یکی پس از دیگری به جانشینی نصب شدند، با پادشاهان مغول هند ارتباط نزدیکی داشتند. رمدا، چهارمین جانشین نانک، به حمایت اکبرشاه، گردوارهٔ معبد طلایی بنا کرد، و امریستار را شهر جاودانی سیک‌ها نامید. با این حال در دوره پادشاهی اورنگ‌زیب، شرایط سختی برای سیک‌ها به وجود آمد؛ اورنگ‌زیب بر نابودی هر دو فرقه هندوگرایی و سیک‌گرایی اصرار داشت.